# Triángulo Dorado (México)
El llamado triángulo dorado o triángulo de oro mexicano es una región montañosa de difícil acceso que se extiende entre los estados de Sinaloa, Chihuahua y Durango. Este nombre procede de una analogía con el Triángulo Dorado del Sudeste Asiático. La región se caracteriza por sus plantaciones de marihuana y amapola, además de ser conocida como el epicentro del narcotráfico en México bajo el control del Cártel de Sinaloa. Varios narcotraficantes destacados como Rafael Caro Quintero, Miguel Ángel Félix Gallardo, Arturo Beltrán Leyva, Joaquín El Chapo Guzmán o el actual líder del Cártel de Sinaloa, Ismael El Mayo Zambada, han nacido en la zona o sus proximidades. En una entrevista concedida en 2010, El Mayo Zambada aseguró que toda su vida ha vivido en esa región afirmando conocer cada rincón, cueva y riachuelo, lo que le ha dado ventaja para no ser capturado por las autoridades mexicanas en sus más de 50 años en la criminalidad.
A efectos descriptivos sus vértices se encontrarían en las ciudades de Durango, Chihuahua y Los Mochis o Culiacán, cubriendo así un amplio sector de la Sierra Madre Occidental. Sus límites reales son difusos y posiblemente más extensos.
En enero de 2020, el senador Mario Zamora Gastélum propuso que se cree una denominación de origen para la marihuana producida en el triángulo dorado si el cannabis se legaliza en México.